# Frank Wels
Frank Wels (Ede, 1909. február 21. – 1982. február 16.) holland válogatott labdarúgó.
A holland válogatott tagjaként részt vett az 1934-es és az 1938-as világbajnokságon.